# شيخ دين محمد
شيخ دين محمّد (1759 - 24 فبراير 1851) كان مسافرًا هنديًا، جراحًا، ومقاول وكان أول هندي يكتب كتابا باللغة الإنجليزية. أسس في 1821 حمامات الشامبو في بريطانيا العظمى حيث كان تقدم خدمة التدليك العلاجي. وكان واحدًا من أوائل المهاجرين البنغاليين والهنود والمسلمين إلى المملكة المتحدة وايرلندا. تحول إلى المسيحية، وتزوج من سيدة أرستقراطية وهي جين دالي حسب الطقوس الإنجليكانية في عام 1786.